# Forni di Sotto

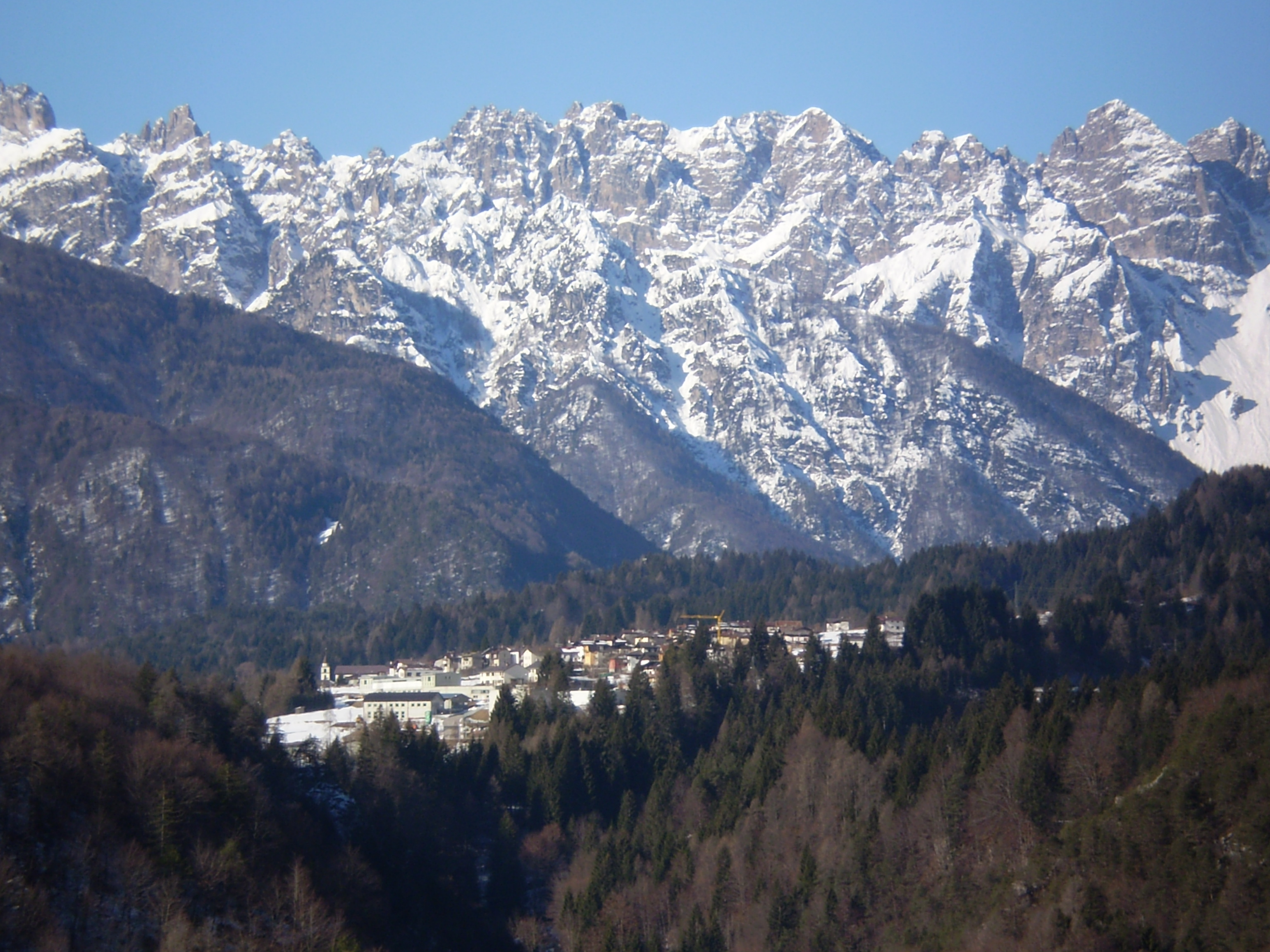
Forni di Sotto về mùa Đông

Forni di Sotto là một đô thị ở tỉnh Udine trong vùng Friuli-Venezia Giulia thuộc Ý, có cự ly khoảng 120 km về phía tây bắc của Trieste và khoảng 60 km về phía tây bắc của Udine. Tại thời điểm ngày 31 tháng 12 năm 2004, đô thị này có dân số 701 người và diện tích là 93 km².
Forni di Sotto giáp các đô thị: Ampezzo, Claut, Forni di Sopra, Sauris, Socchieve, Tramonti di Sopra.